# Pycnophallium rhodana
Pycnophallium rhodana är en fjärilsart som beskrevs av Hans Fruhstorfer 1918. Pycnophallium rhodana ingår i släktet Pycnophallium och familjen juvelvingar. Inga underarter finns listade.